# دردار إنجليزي
دردار إنجليزي (الاسم العلمي:Ulmus anglica) هو نوع غير مؤكد من النباتات يتبع جنس الدردار من الفصيلة الدردارية. سمي هذا النوع نسبةً إلى إنكلترا.